# Peg-ja
Peg-ja je jihokorejský hraný film z roku 2012, který režíroval I-song Hui-il podle vlastního scénáře. Snímek měl světovou premiéru na Mezinárodním filmovém festivalu v Čondžu.

## Děj
Kang Won-kju se po dvou letech vrací do Koreje, pracuje jako stevard, takže je zde jen na jednu noc. Seznámí se s I Tche-džunem, který se dozví, že Kang Won-kju odjel z Koreji kvůli napadení. Mezi muži se postupně vyvíjí oboustranná náklonnost. Než se při končící noci rozejdou, I Tche-džun dá Kang Won-kjuovi své telefonní číslo.

## Obsazení
| Won Tche-hui  | Kang Won-kju |
| I I-gjong     | I Tche-džun  |
| Kim Hjon-song | Tojun        |